# Väikeheinamaa
Väikeheinamaa (szw. Lillängin) – wieś w Estonii, w prowincji Harju, w gminie Viimsi, w zachodniej części wyspy Naissaar.

## Historia
Pierwsza wzmianka o wsi pochodzi z 1922 roku. Była ona wtedy znana pod nazwą Heinamaa-Väike. 
Po drugiej wojnie światowej zniesiono podział wyspy Naissaar na trzy wsie (Väikeheinamaa, Tagaküla, Lõunaküla). Powstała wtedy wieś Naissaare obejmująca swoim obszarem całą wyspę. W 2011 roku przywrócono przedwojenny podział wyspy.